# بهمن کریمیان
بهمن کریمیان زاده ۱۳۳۳ در تهران، کارشناس ارشد امور لابراتوار فیلم و دیجیتال که از سال ۱۳۸۴ تا ۱۳۹۰  مدیر لابراتوار تلویزیون ملی ایران بود. وی همچنین مدیر کیفی سریالهای فاخر رسانه ملی ایران است. کریمیان استاد دانشگاه است و در رشته‌های تدوین و تصویربرداری تدریس می‌کند.

## زندگی‌نامه
وی در بسیاری از فیلم‌های سینمایی و تلویزیونی ایران در امور خدمات فنی و دیجیتال همکاری داشته و سال ۱۳۹۲ به پاس فعالیت چهار دهه مستمر در عرصه سینما و تلویزیون از سوی رئیس‌جمهور وقت موفق به دریافت مدرک درجه یک هنری شد. کریمیان مدیر کیفی آثار فاخری چون کیف انگلیسی، مختارنامه، کلاه پهلوی و حضرت یوسف نیز بوده‌است و در این خصوص نیز از وی تقدیر شده‌است.

## سوابق اجرائی
- مدیر لابراتوار تلویزیون ملی ایران
- عضو آکادمی داوری جشن خانه سینمای ایران
- عضو شورای عالی داوری جامعه اصناف سینمائی ایران
- رئیس انجمن کارکنان لابراتوار سینمای ایران

## اتالوناژ
- زندانی ۷۰۷
- شب بی‌پایان (فیلم ۱۳۷۸)
- شوخی (فیلم)
- آن سوی آینه
- باد و شقایق
- اسکادران عشق
- ایوب پیامبر
- جای امن (فیلم ۱۳۷۲)
- دره هزار فانوس
- بر بال فرشتگان
- سایه‌های هجوم
- ایلیا، نقاش جوان
- شرم (فیلم ۱۳۷۰)
- آتش در خرمن
- گال (فیلم)
- زیر باران

## مدیر کیفی
- شبانه‌روز (فیلم)
- ابراهیم خلیل‌الله
- شبانه (فیلم)
- شاه خاموش
- قدمگاه (فیلم)
- مهمان مامان
- رسم عاشق‌کشی
- قارچ سمی (فیلم)

## لابراتوار
- استشهادی برای خدا

## تروکاژ
- مزرعه پدری